# Osvaldo Miatello

Osvaldo Oscar Miatello (Rufino, provincia de Santa Fe; 4 de julio de 1957) perteneciente al Partido Justicialista, concejal de la Ciudad de Rosario durante los períodos 2005 - 2009, 2011 - 2015 y 2015 - 2019. En los años 2010 y 2011 se desempeñó como Director del Instituto del Paraná.

## Biografía
Osvaldo Miatello nació en la ciudad de Rufino (Santa Fe) el 4 de julio de 1957. Allí completó sus estudios primarios y secundarios, trasladándose luego a la ciudad de Rosario, donde se estableció definitivamente. En esta ciudad se graduó como Abogado en la Universidad Nacional de Rosario (UNR), profesión que comienza a ejercer desde 1989.
Miatello conforma su familia en Rosario; actualmente tiene dos hijos, Cecilia y Franco.
A lo largo de su carrera profesional y política, ocupó diversos cargos. Como consultor del Programa de Naciones Unidas para el Desarrollo (PNUD), fue director Provincial del Programa Materno Infantil y Nutrición (PROMIN) durante los años 1997-1999.
También se desempeñó como Secretario de Estado de Promoción Comunitaria de la Provincia de Santa Fe en el período 2003 a 2005.
En 2005, tras ganar la primaria del Partido Justicialista, fue elegido Concejal de la ciudad de Rosario, cumpliendo su mandato entre 2005 y 2009, desempeñándose además como Vicepresidente Primero del Concejo Municipal. Como Concejal fue integrante de las comisiones de Servicios Públicos, Ecología y Medio Ambiente, Producción y Promoción del Empleo del Concejo Municipal. 
Durante el mismo período fue integrante del Concejo Directivo del Ente de Turismo de Rosario (ETuR) y Vicepresidente del Ente del Transporte de Rosario.
Siempre trabajando firmemente comprometido con Rosario, ha profundizado ciertos temas centrales para el futuro desarrollo de la ciudad como, por ejemplo, el de la Autonomía Municipal, llegando a ser coautor de «Modelos de Carta Orgánica para la ciudad Autónoma de Rosario»; editado en septiembre del 2003 por el Instituto del Paraná.
Durante el 2010 ejerció la Presidencia del Instituto de Estudios del Paraná, un Centro de Estudios de Políticas Públicas para Rosario y su Región.
En 2011 fue elegido nuevamente Concejal de la ciudad de Rosario. Preside actualmente el Bloque Compromiso con Rosario. A su vez es miembro de las comisiones de Servicios Públicos Concedidos, Seguridad Pública y Comunitaria y Planeamiento y Urbanismo de dicho cuerpo, desempeñándose como Presidente de esta última.
Por elección del conjunto de los concejales, también es Vicepresidente del Ente de la Movilidad de Rosario.